# Стене
Стене (фр. Stenay) — французская коммуна в департаменте Мёз в регионе Гранд-Эст, с населением 2520 человек (2018). Жители города именуются стенезийцами (les Stenaisiens).

## География
Стене находится на севере Ваврской равнины, в 13 километрах к западу от Монмеди, близ впадения Визепы в Мёзу. Через Стене также проходит Восточный канал.
Большая часть города расположена на правом берегу Мёзы. Стене является перекрестком автомагистралей D 947 Реймс (100 км к юго-западу) — Люксембург (80 км к востоку) и D 964 Седан (34 км к северо-западу) — Верден (47 км к югу).

## Название
Старинное поселение, в древности носившее название Сатан (Satan), или Сатен (Saten), традиционно считающееся кельтским. По не слишком достоверному преданию, в V веке в этом месте находился храм Сатурна (Садорна), от которого город и получил свое название. В документах именуется как Sathanagium, Sathonagium (714, Альб. хрон.); Astenidum (877, хартия Карла Лысого); Astanid (888, хартия императора Арнульфа); Satenaium (X-й век, письмо Герберта Орийякского); Sathaniacum (X-й век, там же); Sathinidium (1036); Sathanacum (1069, Горцкий картулярий); Setunia (XI-й век); Sathanacum villam (1079); Satiniacum, Sathiniacum (1086); Sathanaco (1108); Sathanacensi (1157) ; Sathaniaco (1159); Sathanai (1173); Sethenac (1208); Settenai (1243); Sethenai (1264); Sathenay (1276, 1399, 1463, 1483, 1549, 1558, 1585); Sathanay (1284); Satenay (1399); Astenæum (1580); Satanagus (1630); Satanay, Sthenay (1643); Stenay (1793).

## История
Король Австразии Дагоберт II основал в этом поселении пфальц и часовню, посвященную святому Ремигию, где и был погребен, после того как стал жертвой убийц в местности Скорц (Scorze), ныне Сенкретель (Sincretel) в Ваврском лесу.
Стене с округой в VI веке образовали область, именовавшуюся Стенуа (Stenois), Астене (Astenay) и Астенуа (Astenois), в разное время принадлежавшую графам Ретельским, герцогам Буйонским и епископам Верденским. В 1110 году город был передан графу Люксембургскому, в 1554-м герцогу Лотарингскому. Городской замок был построен в 1077 году Годфруа де Буйоном.
В 1591 году виконт де Тюренн захватил Стене в результате неожиданного нападения, после чего Карл III Лотарингский дважды безуспешно осаждал эту крепость. Стене был возвращен герцогу после подписания Фоламбрейского договора 1595 года.
В 1608—1632 годах под руководством Симона II де Пуйи была сооружена мощная цитадель. В 1632 году Людовик XIII принудил герцога Карла IV на четыре года передать Франции Стене с соседними крепостями Дён и Жамец. По истечении срока французы крепости не вернули, а в 1641 заставили герцога подписать Сен-Жерменский договор, по условиям которого к Франции отходили Клермон, Жамец, Дён и Стене. Три последние, расположенные на Аргонском выступе, были в 1648 году переданы кардиналом Мазарини как апанаж принцу Конде вместе со всем Клермонтуа. После перехода Конде на сторону испанцев его княжество было завоевано королевскими войсками, и Стене, бывший его столицей, пал в 1654 году после 32-дневной осады. В 1659 году, по условиям Пиренейского мира, Конде были возвращены его владения.
В 1635—1697 году город был центром бальяжа, в 1790—1795 годах центром дистрикта. В 1792 году его ненадолго захватили австрийские войска генерала Клерфе.
Стене был последним городом, освобожденным войсками Антанты в ходе Первой мировой войны: части 89-й американской пехотной дивизии генерала Уильяма Райта взяли его 11 ноября 1918, за несколько часов до вступления Компьенского перемирия в силу. Американцы потеряли при этом 365 человек, в основном, от огня германской артиллерии. На вопрос, зачем понадобилось брать город, генерал Райт ответил: «дивизия долго находилась на фронте не имея возможности по-настоящему помыться, и было ясно, что, если противник останется в Стене, наши войска, вероятно, не будут иметь возможности принять там ванну».

## Города-побратимы
- Германия, Мюннерштадт (Бавария)

## Достопримечательности
- Европейский музей пива. Действует с 1986 года
- Старый губернаторский особняк (XVI—XVIII века)
- Торговые галереи (XVI век)
- Монетный двор (XVII век)
- Ратуша
- Замок Бронель (XV век)
- Замок Сервизи (XVII век)
- Замок Тийёль, построен в 1876—1877 годах, частично разрушен в 1940-м, полностью уничтожен после освобождения, затем восстановлен в более скромном виде
- улица Цитадели, дом 30. Дом внесен в национальный реестр памятников в 1981 году из-за башни с винтовой лестницей

## Церковные здания
- Церковь Сен-Жозеф-де-Сервизи
- Церковь Сен-Грегуар. Построена в 1830-х годах
- Часовня Сакре-Кёр
- Часовня бывшего госпиталя Сент-Антуан
- Часовня замка Бронель
- Бывший францисканский монастырь, ныне школа
- Руины часовни Сен-Ламбер-де-Сервизи. В 1991 году включены в национальный реестр памятников

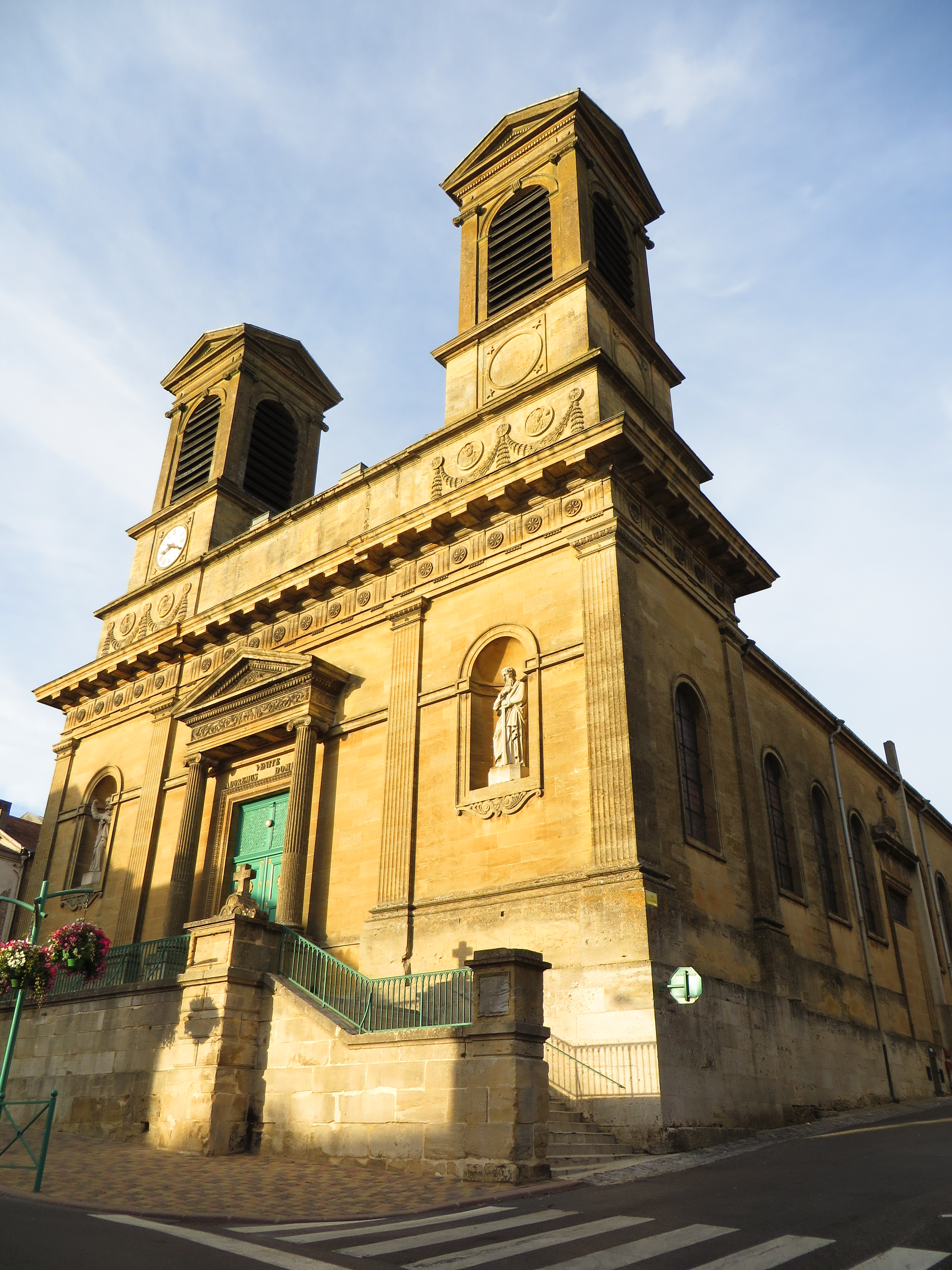
Церковь Сен-Грегуар
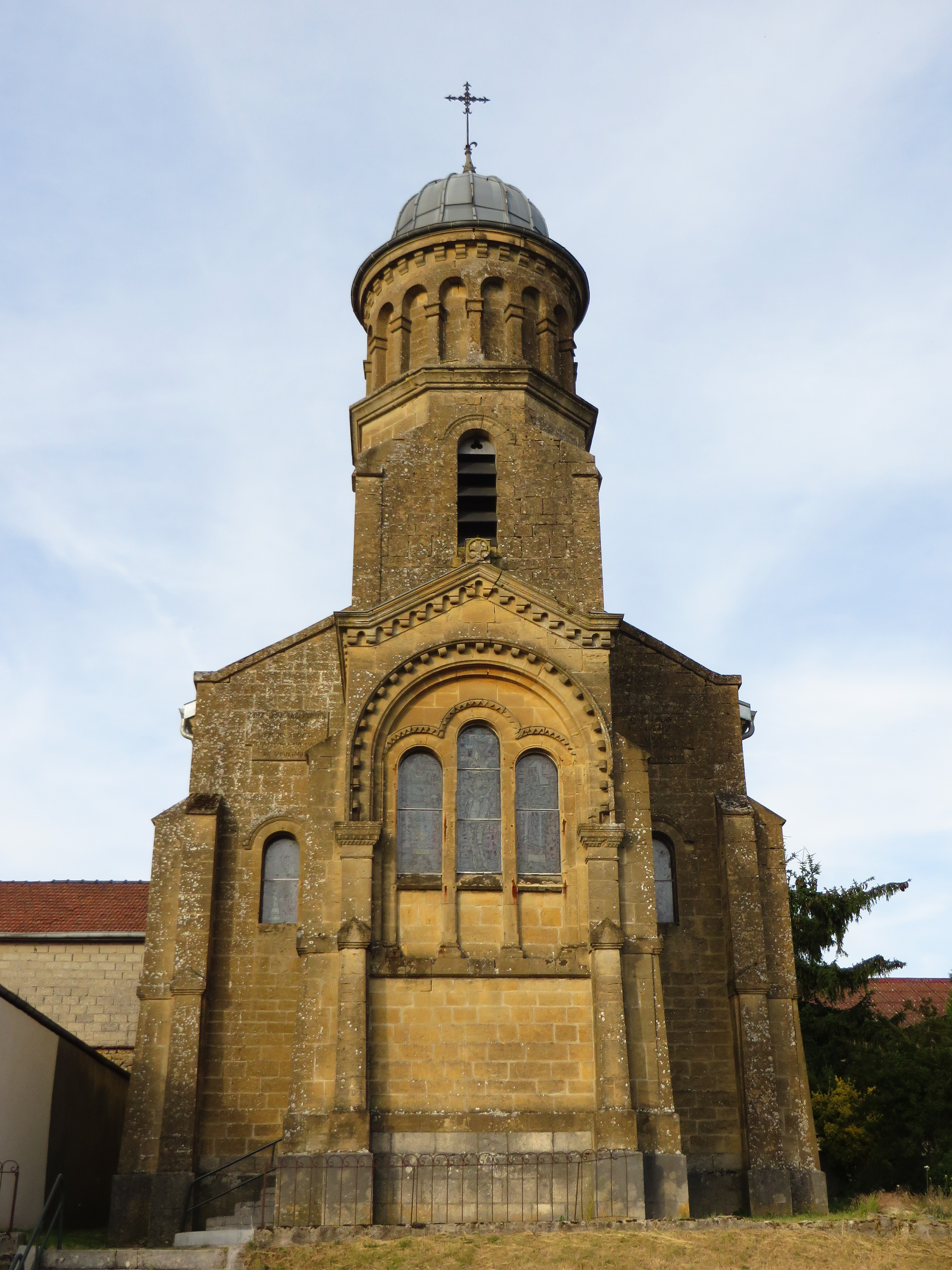
Часовня Сакре-Кёр
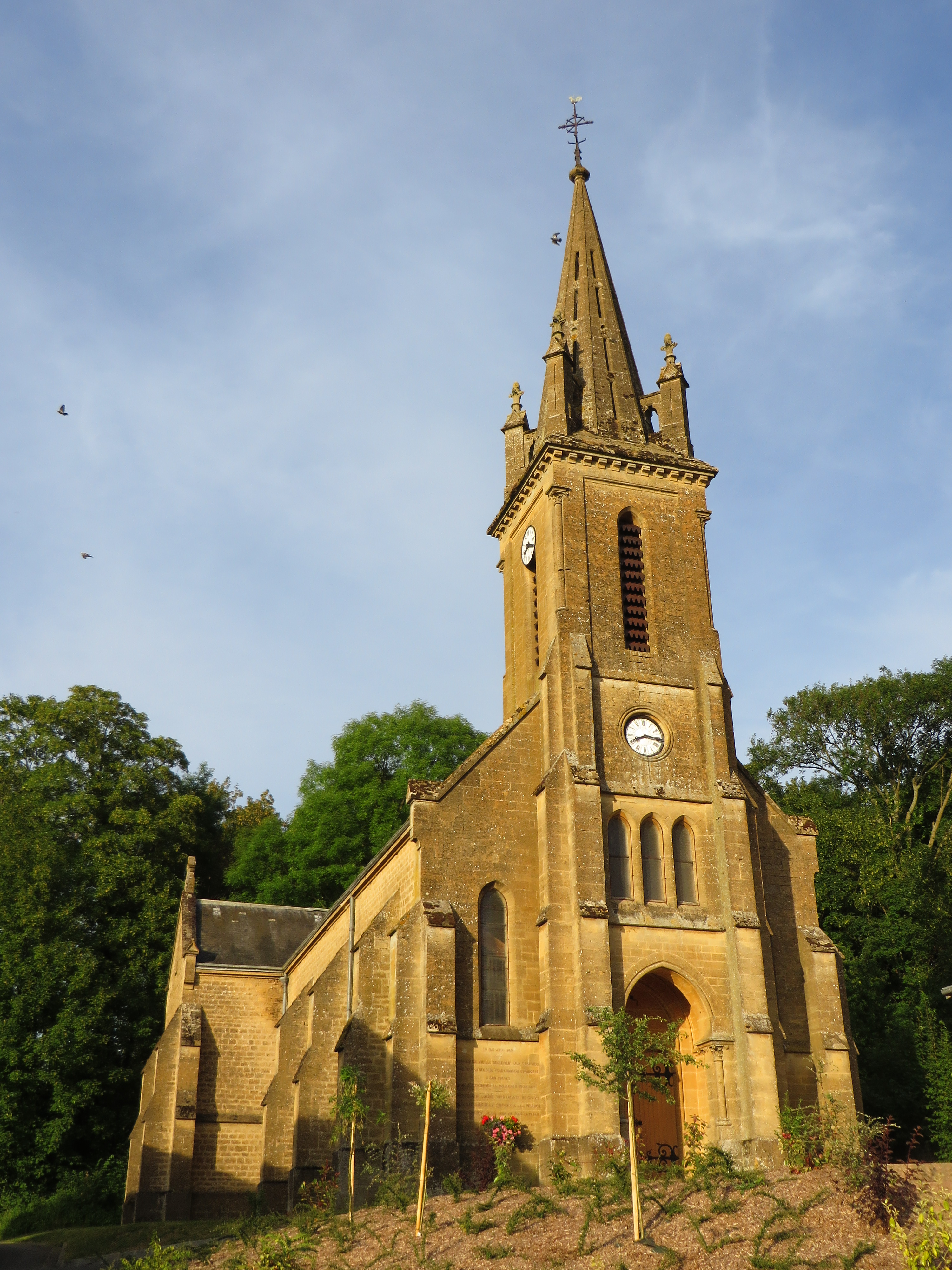
Церковь Сен-Жозеф-де-Сервизи
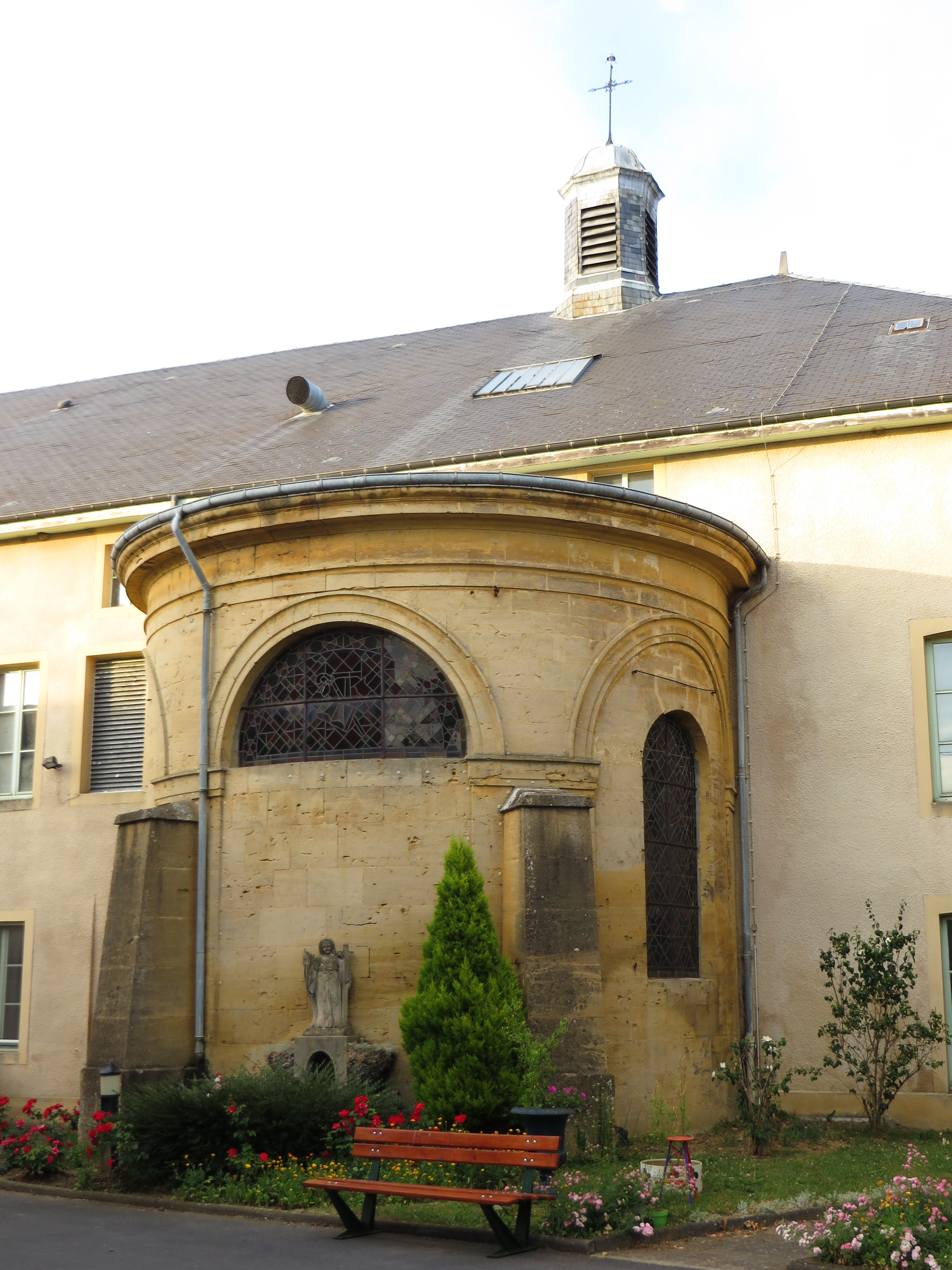
Часовня госпиталя Сент-Антуан
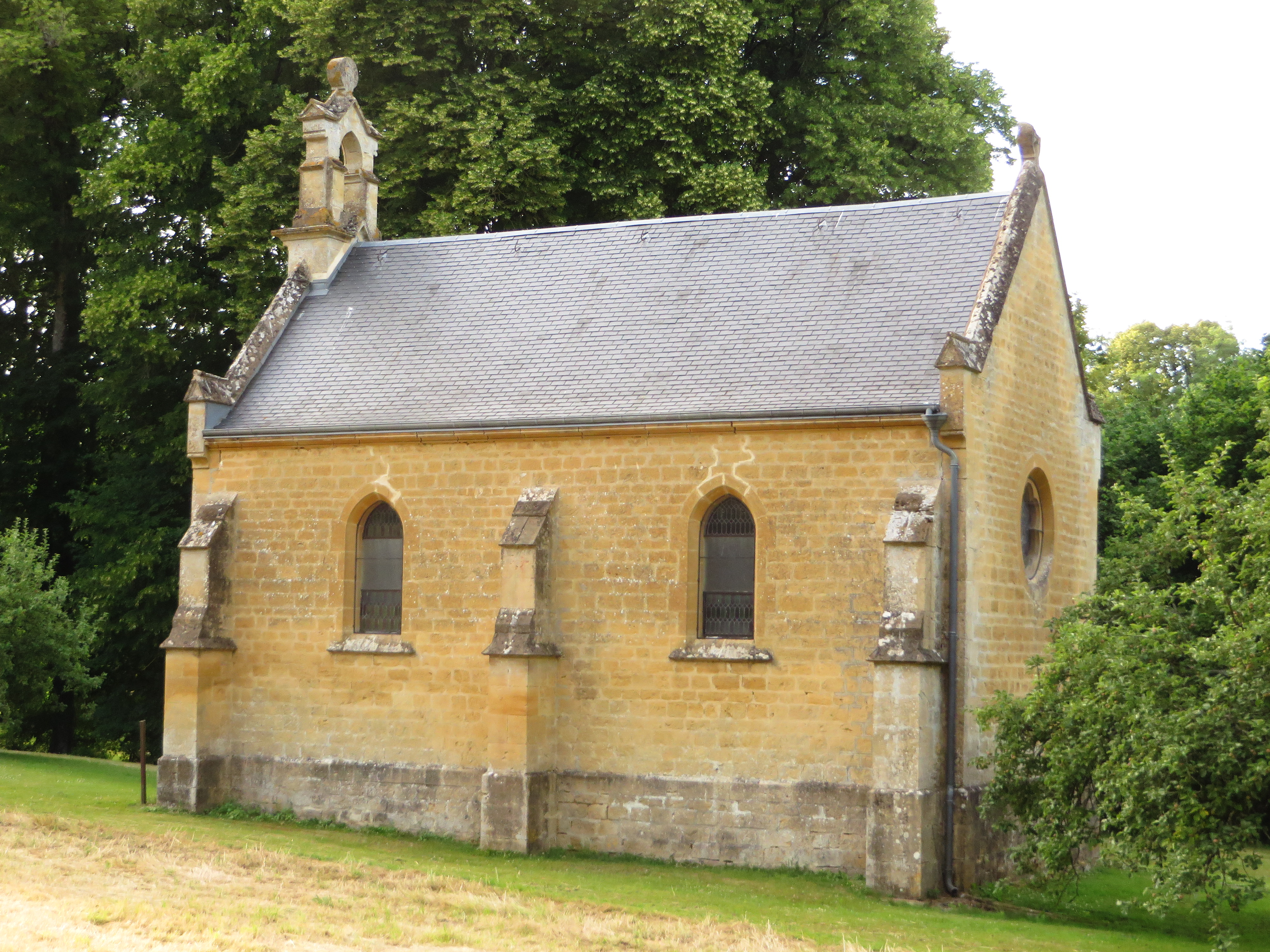
Часовня замка Бронель
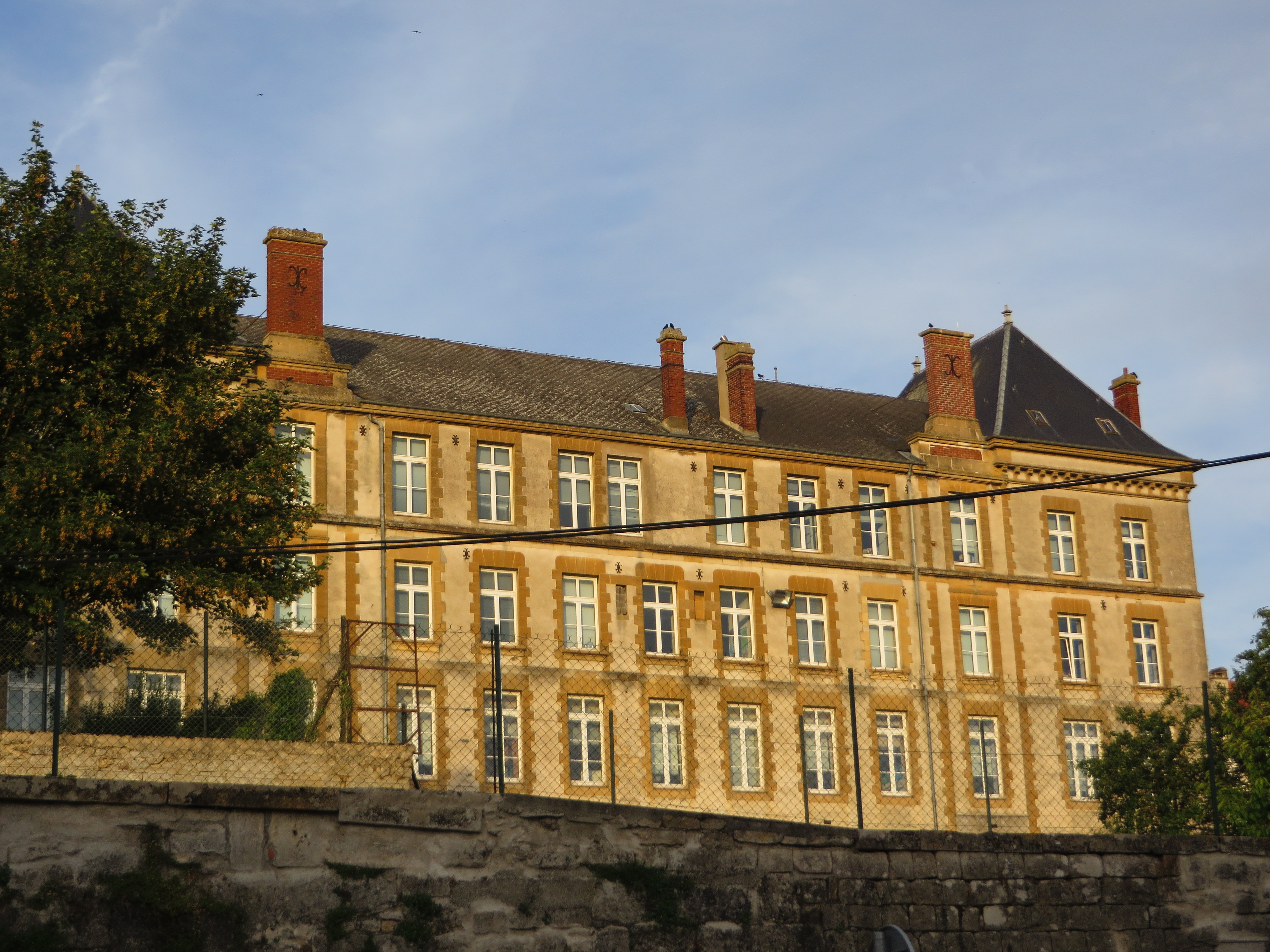
Бывший францисканский монастырь